# Franz Karl Ludwig Wilhelm von Hacke

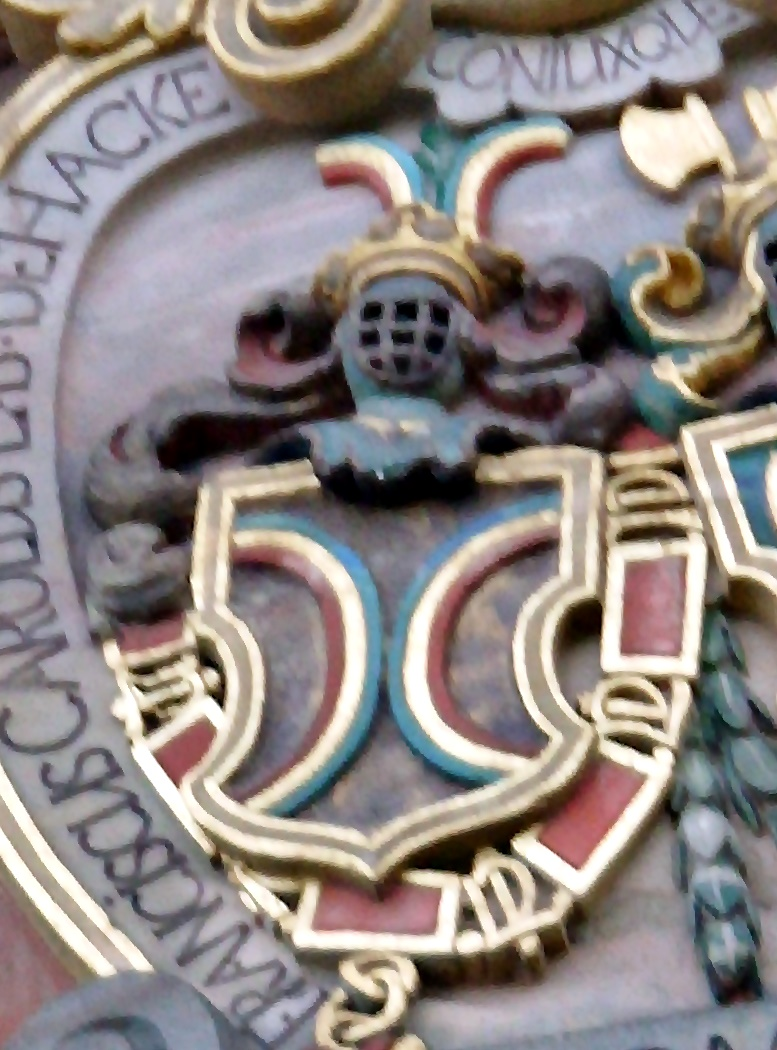
Wappen der Freiherrn von Hacke, am Trippstadter Schloss

Franz Karl Ludwig Wilhelm von Hacke, zuweilen auch Hack oder Haacke, (* um 1725; † 4. September 1757 in Kelheim) war ein Freiherr und kurpfälzischer Diplomat, der bei einem Schiffsunglück ums Leben kam.

## Herkunft und Familie
Er wurde als eines von 18 Kindern des Freiherrn Ludwig Anton von Hacke (1682–1752) und seiner Gattin Maria Anna Theodora Regina von Wachtendonk, Tochter des Alzeyer Oberamtmannes Hermann Adrian von Wachtendonk (1666–1702) und Schwester des einflussreichen kurpfälzischen Ministers Hermann Arnold von Wachtendonk-Germenseel (1694–1768) geboren. Der Vater Ludwig Anton von Hacke war kurpfälzer Oberstjäger- sowie Oberstforstmeister und Inhaber der eigenständigen Herrschaft Trippstadt.
Infolge des frühen Unfalltodes von Franz Karl Ludwig Wilhelm trat der jüngere Bruder Franz Karl Joseph von Hacke (1727–1780) in die Dienststellungen seines Vaters ein, wurde Landesherr in Trippstadt und erbaute das dortige Schloss. Er war mit Amöna Marie Charlotte Juliane Sturmfeder von Oppenweiler verheiratet, Tochter des Dirmsteiner Ortsadeligen Marsilius Franz Sturmfeder von Oppenweiler.
Die Schwester Antoinette von Hacke (1736–1778) ehelichte 1759 den kurpfälzischen Finanzminister Franz Karl Joseph Anton von Hompesch zu Bolheim (1735–1800), Bruder des Malteser Großmeisters Ferdinand von Hompesch zu Bolheim (1744–1805). Über ihre Tochter Elisabeth Auguste von Hompesch zu Bolheim, die den Grafen Carl-Wilhelm Franz-Xaver von Spee (1758–1810) heiratete, sind sie die Ur-Urgroßeltern des in der neueren deutschen Geschichte bekannt gewordenen Admirals Graf Maximilian von Spee, der 1914 mit seinen beiden Söhnen im Seegefecht bei den Falklandinseln umkam.
Maria Charlotte Amalia, eine andere Schwester, heiratete Joseph Karl Ferdinand Friedrich Franz Anton von Sickingen (1708–1787), Sohn des kurpfälzer Ministers und Obristkämmerers Johann Ferdinand von Sickingen (1664–1719).
Der Bruder Christian Franz von Hacke (1731–1807) war Domkapitular in Speyer und Chorbischof im Erzbistum Trier.

## Leben und Wirken
Franz Karl Ludwig Wilhelm von Hacke begab sich in den Dienst der heimatlichen Kurpfalz. Er wurde Geheimrat bzw. Regierungsrat und bekleidete auch den Rang eines Oberstleutnants. Außerdem war er Malteserritter und Ritter des Wittelsbacher Sankt-Hubertus-Ordens. Bis zu seinem Tod folgte er als Obristjägermeister seinem 1752 verstorbenen Vater im Amt nach und übte es zuvor schon zeitweise mit ihm zusammen aus.
Am 9. Oktober 1756 ernannte Kurfürst Karl Theodor den Freiherrn zum kurpfälzischen Gesandten und bevollmächtigten Minister in Wien. Zu Beginn des Siebenjährigen Krieges liefen 1756 über ihn die Verhandlungen hinsichtlich eines Schutzvertrags mit Österreich für das Herzogtum Jülich-Berg.
Franz Karl Ludwig Wilhelm von Hacke konnte sein Amt nur ein knappes Jahr ausüben. Am 4. September 1757 befand er sich frühmorgens gegen 7 Uhr, auf der Rückreise von der Pfalz nach Wien, in seiner Kutsche schlafend, an Bord eines donauabwärts fahrenden Schiffes. Dieses stieß gegen die Brücke bei Kelheim, Hacke ging über Bord und ertrank. Die zeitgenössischen Quellen sprechen davon, dass man die Bagage teilweise wieder aufgefunden habe. Demnach dürfte bei dem Unglück die ganze Kutsche mit dem schlafenden Gesandten in den Fluss gestürzt sein.